# باول بلاكبيرن (شاعر)
باول بلاكبيرن (بالإنجليزية: Paul Blackburn)‏ هو شاعر أمريكي، ولد في 24 نوفمبر 1926 في سانت ألبانز في الولايات المتحدة، وتوفي في 13 سبتمبر 1971 في كورتلاند في الولايات المتحدة.

## وصلات خارجية
- باول بلاكبيرن على موقع ديسكوغز (الإنجليزية)